# Суханов, Николай Иванович
Николай Иванович Суха́нов (1918 года — 31 мая 1944 года) — командир отделения роты противотанковых ружей (ПТР) (243-й отдельный истребительный противотанковый дивизион, 373-я стрелковая дивизия, 52-я армия, 2-й Украинский фронт), старший сержант, Герой Советского Союза.

## Биография
Николай Иванович Суханов родился в 1918 году в Стерлитамаке. Русский. Образование неполное среднее. Член ВКП(б) с 1943 года.
До призыва в армию Николай Иванович работал на железнодорожной станции, мебельной фабрике.
В Красную Армию призван в 1941 году Стерлитамакским горвоенкоматом.
На фронте Великой Отечественной войны с октября 1942 года.
Командир отделения роты противотанковых ружей (243-й отдельный истребительный противотанковый дивизион, 373-я стрелковая дивизия, 52-я армия, 2-й Украинский фронт) старший сержант Н. И. Суханов отличился во время Яссо-Кишинёвской операции.
Старший сержант Николай Суханов в бою 31 мая 1944 года севернее румынского города Яссы, отражая контратаку противника, уничтожил вражеский танк, несколько огневых точек. В критический момент боя мужественный советский воин гранатой подорвал себя и окруживших его гитлеровцев.
Был оставлен на поле боя.

## Подвиг
«…больше часа на высоте 197,0 длился ожесточённый бой. Немецко-румынские орды рвались к огневой позиции отделения бронебойщиков. Командир отделения ст. сержант Суханов был ранен, один из расчётов прямым попаданием был выведен из строя, потребовалась сила воли, чтобы отразить натиск врага.
На отделение шло 20 танков противника. Отделение ждало приближения танков. С дистанции 200 метров открыли залповый огонь из ПТР. Однако, под прикрытием авиации и артогня, лязг и скрежет танков приближался с молниеносной быстротой. Расчёт укрылся в щели, а наверху их стояли немецкие танки. В это время Суханов раненый, изнемогая от боли, с одним из расчётов вылез из-под танка и тут же несколькими выстрелами подбил танк. Другой вражеский танк уже достиг огневой позиции 2-го расчёта и стал утюжить их. Суханов бросился на выручку своих товарищей, подбить танк не было возможности, вышли все патроны, тогда командир отделения Суханов с лопатой в руках подполз к окопу и прочистил засыпанный от разворота танка подход для расчёта. Люди были спасены. Короткими и быстрыми перебежками расчёт занял запасную огневую позицию, однако, положение оставалось критическим. Пехота противника находилась в 100 метрах от храбрецов.
По команде Суханова расчёт открыл огонь по врагу, упало 10 гитлеровцев, остальные залегли. Суханов приказал расчёту выйти из кольца противника, а сам остался прикрывать их отход. Вражеская пехота наседала на Суханова, его огонь из автомата был губительным для них, но вскоре из-за отсутствия патронов автомат замолк. В руках Суханова две гранаты, до 15 гитлеровцев бросились на смельчака, из щели Суханова послышался взрыв гранаты, он подорвал вместе с собою гитлеровских мерзавцев. Так погиб молодой член партии — старший сержант Николай Иванович Суханов…».
Указом Президиума Верховного Совета СССР от 24 марта 1945 года за образцовое выполнение боевых заданий командования и проявленные при этом геройство и мужество старшему сержанту Суханову Николаю Ивановичу посмертно присвоено звание Героя Советского Союза.

## Память
В городе Стерлитамаке установлены бюст и мемориальная доска.
Улица имени Героя Советского Союза Николая Ивановича Суханова находится в микрорайоне «Южный» города Стерлитамака.
Именем Суханова Н.И. названа средняя образовательная школа №33 города Стерлитамак.

## Награды
Награждён орденом Ленина, медалью «За отвагу» (23.02.1944), другими медалями.